# Euphorbia ernestii
Euphorbia ernestii är en törelväxtart som beskrevs av Nicholas Edward Brown. Euphorbia ernestii ingår i släktet törlar, och familjen törelväxter. Inga underarter finns listade i Catalogue of Life.